# Aculops undulatus
Aculops undulatus är ett spindeldjur som först beskrevs av Heikki Roivainen 1947. Aculops undulatus är ett kvalster som ingår i släktet Aculops och familjen Eriophyidae. Arten är reproducerande i Sverige.